# Fin gras du Mézenc
Vous lisez un « bon article » labellisé en 2010.
Le Fin Gras du Mézenc, ou fin gras, est une appellation d'origine désignant un produit d'élevage bovin français. Cette dénomination fait l'objet d'une protection au niveau européen par le biais d'une AOP.
Elle trouve son origine dans un vieil usage des paysans du massif du Mézenc consistant à engraisser lentement, à l'étable, des génisses et des bœufs, rigoureusement triés, avec le foin naturel, trié lui aussi, fauché dans les prairies d'altitude afin de les mettre à la vente aux foires à la période de Pâques. Le fin gras doit vraisemblablement sa typicité aux foins utilisés, issus d'une flore de montagne bien particulière dans laquelle on retrouve des plantes comme le fenouil des Alpes (« cistre » dans le langage commun) qui parfume les chairs. Par ailleurs, ce foin fait l'objet de tous les soins durant sa récolte, son tri et sa distribution, suivant un savoir-faire local très ancien. Les animaux, bœufs de plus 30 mois et génisses de plus de 24 mois appartenant à diverses races allaitantes ou issus de croisements entre races allaitantes et laitières, sont commercialisés par des bouchers ou des restaurateurs locaux, principalement localisés en Haute-Loire et en Ardèche.
La volonté des agriculteurs et des élus de préserver cet usage de leur part, en 1994, la constitution d'un dossier incluant un cahier des charges dans le but d'obtenir une AOC, ce qui se concrétisa en 2006. Cela visait à dynamiser à nouveau le territoire et préserver le patrimoine immatériel mézencole à travers son agriculture.
Ce produit agricole fait partie intégrante de la culture du Mézenc, et permet de consolider la cohérence de ce territoire. Ainsi, un musée a été créé pour décrire cette production agricole aux touristes et un pôle d'excellence rurale s'appuie depuis 2007 sur la dynamique créée par cette appellation.

## Historique

### Origine

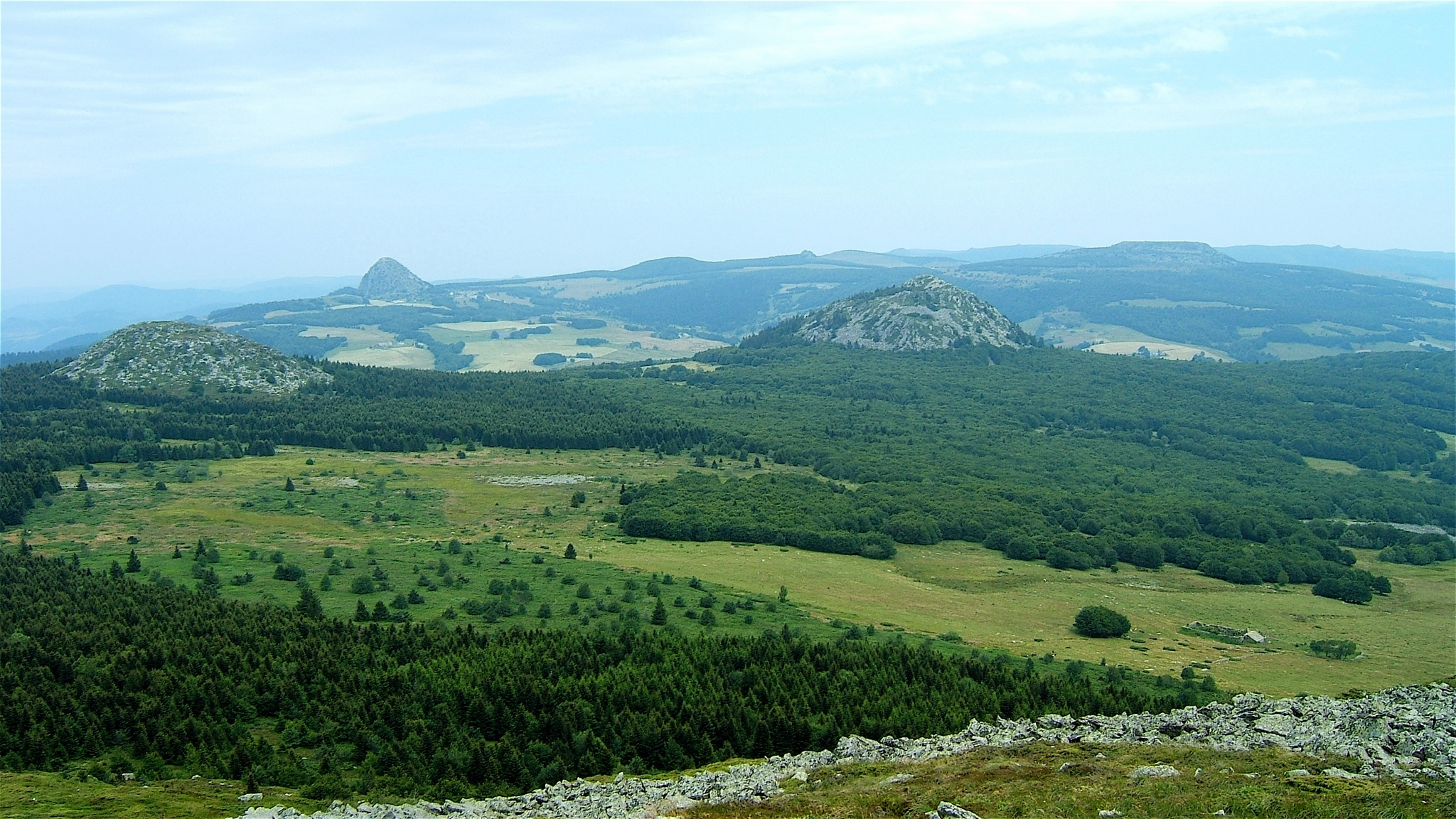
Paysage du massif du Mézenc.

La production du fin gras du Mézenc est associée au massif du Mézenc, un massif s'élevant en moyenne à 1 100 mètres d'altitude. Situé sur les départements de la Haute-Loire et de l'Ardèche, ce massif marque notamment la limite entre le bassin de la Loire se jetant dans l'océan Atlantique et le Rhône, qui se jette lui dans la mer Méditerranée. La Loire prend d'ailleurs sa source sur ce massif, au mont Gerbier-de-Jonc.
À partir du XVIIe siècle, les terres agricoles du massif, souvent propriétés de nobles ou de communautés religieuses, sont exploitées par des fermiers du massif ou louées pour des troupeaux transhumants venus du Midi. Le manque de terres à cultiver devient de plus en plus gênant au fur et à mesure que la population augmente, et le loyer apporté par les transhumants n'est pas suffisant. C'est vraisemblablement pour ces raisons que s'est développée dans le Mézenc l'intensification du travail autour du foin pour compenser le manque de pâturage, à l'origine du fin gras.
La production de bœufs gras à Pâques est une très vieille tradition dans ce massif. Ainsi, l'inventaire d'un riche fermier fait état de sa recette pour vendre ses bœufs gras à Pâques en 1680. Par ailleurs, les éleveurs du massif réclament aux autorités en 1760 l'aménagement de chemins pour leur permettre d'aller vendre leurs animaux gras aux foires de Fay-sur-Lignon et de Saint-Agrève, principaux débouchés pour leur production. Des manuscrits font état de relations commerciales avec les villes de Saint-Étienne, Lyon, Avignon, Marseille et Montpellier. Dès 1724, les paysans du Mézenc approvisionnent également les boucheries de Valence, Crest et Montélimar.
Ces bœufs, généralement âgés de 12 à 15 ans et trop vieux pour le labour, étaient engraissés tout l'hiver avec du foin à volonté avant d'être vendus pour Pâques. Leur production se généralise au XVIIIe siècle. La qualité du foin est un facteur essentiel de la réussite de cet engraissement, et c'est pourquoi le foin le plus fin était mis de côté pour être distribué aux animaux à l'engraissement. De nombreux auteurs ont vanté la qualité particulière de ce foin, comme Giraud-Soulavie dès la fin du XVIIIe siècle :

« La qualité du foin de ces montagnes est très propre à l’engrais (des animaux) ; les prés nourrissent beaucoup de plantes aromatiques, l’herbe y est déliée et fine ; elle ne vient jamais fort haute ; on charrie ce foin dans les granges avec des traîneaux que les bœufs foulent et montent jusqu’au toit de la grange ; et quand ce foin a fermenté, il ne forme plus qu’une masse que l’on coupe à la hache. Prenez un peu de ce foin, faites-en une infusion, et vous aurez un vulnéraire très parfumé, et bien plus salutaire que toutes ces décoctions dont on s’affadit l’estomac. »

La plupart des animaux utilisés pour cette production étaient des bœufs qui étaient trop vieux pour le labour et appartenant à la race mézine, la race dominante sur le massif à cette époque. Cette race avait une belle aptitude à déposer le gras intramusculaire persillé caractéristique du fin gras. Elle est disparue depuis 1978. Outre les bœufs issus de l'agriculture locale, les éleveurs achetaient des animaux Aubrac dans la région de Laguiole pour les engraisser dans le Mézenc.
L'expression « fin gras » pour désigner la viande finement persillée produite dans le Mézenc est utilisée à partir du XIXe siècle par certains zootechniciens. Ce terme n'apparaît toutefois pas à l'époque dans le langage paysan courant qui parle plus volontiers de bœuf de Pâques. L'expression se vulgarisera dans les campagnes beaucoup plus tardivement, avec le développement de l'AOC.

### Création de l'AOC
Cette tradition ancienne est valorisée par une demande de reconnaissance en appellation d'origine contrôlée (AOC) formulée en 1995. L'AOC est une appellation permettant de garantir au consommateur un lien entre le produit agricole et le terroir qui lui est associé, ici le massif du Mézenc. Cette notion de terroir comprend à la fois des conditions naturelles comme le climat, les sols, la flore qui en découle, et des dimensions humaines, à travers les savoir-faire et les traditions qui ont été développés dans cette région. C'est donc plus la particularité du produit qui est revendiquée qu'une qualité supérieure comme dans le cadre d'un label rouge. Pour être officialisée, une AOC doit faire l'objet d'un agrément validé par l'institut national des appellations d'origine (INAO), et il est alors nécessaire de prouver, parfois scientifiquement, le lien entre le terroir et le produit agricole en question. Enfin, l'AOC fait l'objet d'un décret sur proposition de l'INAO, dans lequel on retrouve l'ensemble du cahier des charges devant être respecté par les différents acteurs de la filière (zone de production, pratiques, alimentation, races, etc.)
La démarche d'AOC est née dans les années 1990 de la volonté de redynamiser l'agriculture de la région, en proie à une diminution du nombre d'agriculteurs, et avec eux de la démographie locale, l'agriculture constituant la principale activité de la région. La production usuelle du fin gras est vite identifiée comme une tradition commune au Mézenc, et susceptible de devenir un élément fédérateur pour le territoire. Ainsi, l'association des élus du Mézenc, devenue l’association Mézenc-Gerbier, regroupe à partir de 1995 les élus locaux du Mézenc en provenance des deux régions administratives concernées, pour mettre en place un projet de développement pour le territoire, dont l'un des premiers objectifs est la reconnaissance du fin gras comme AOC. De premiers essais sont menés entre novembre 1995 et mars 1996 sur 150 animaux avec la participation de l’INRA de Theix et des deux Chambres Régionales d’Agriculture. En 1996 est créée l'association Fin Gras du Mézenc par un groupe d'éleveurs. C'est cette association qui est chargée de soutenir le projet. En 1997, le dossier demandant la reconnaissance de l'appellation « fin gras du Mézenc » en tant qu'AOC est transmis à l'INAO. S'ensuivent alors, entre 1997 et 2001, diverses démarches visant à démontrer la spécificité du produit, auxquelles l'INRA participe en collaboration avec l'association pour le développement de l'institut de la viande (ADIV) afin de caractériser les propriétés organoleptiques de cette viande. Le cahier des charges est précisé entre 2002 et 2005, avant que l'INAO valide finalement le projet en votant le décret le 27 mars 2006. Celui-ci paraît au journal officiel le 2 septembre 2006.

## Produit

### Le foin du Mézenc, source de la typicité du produit

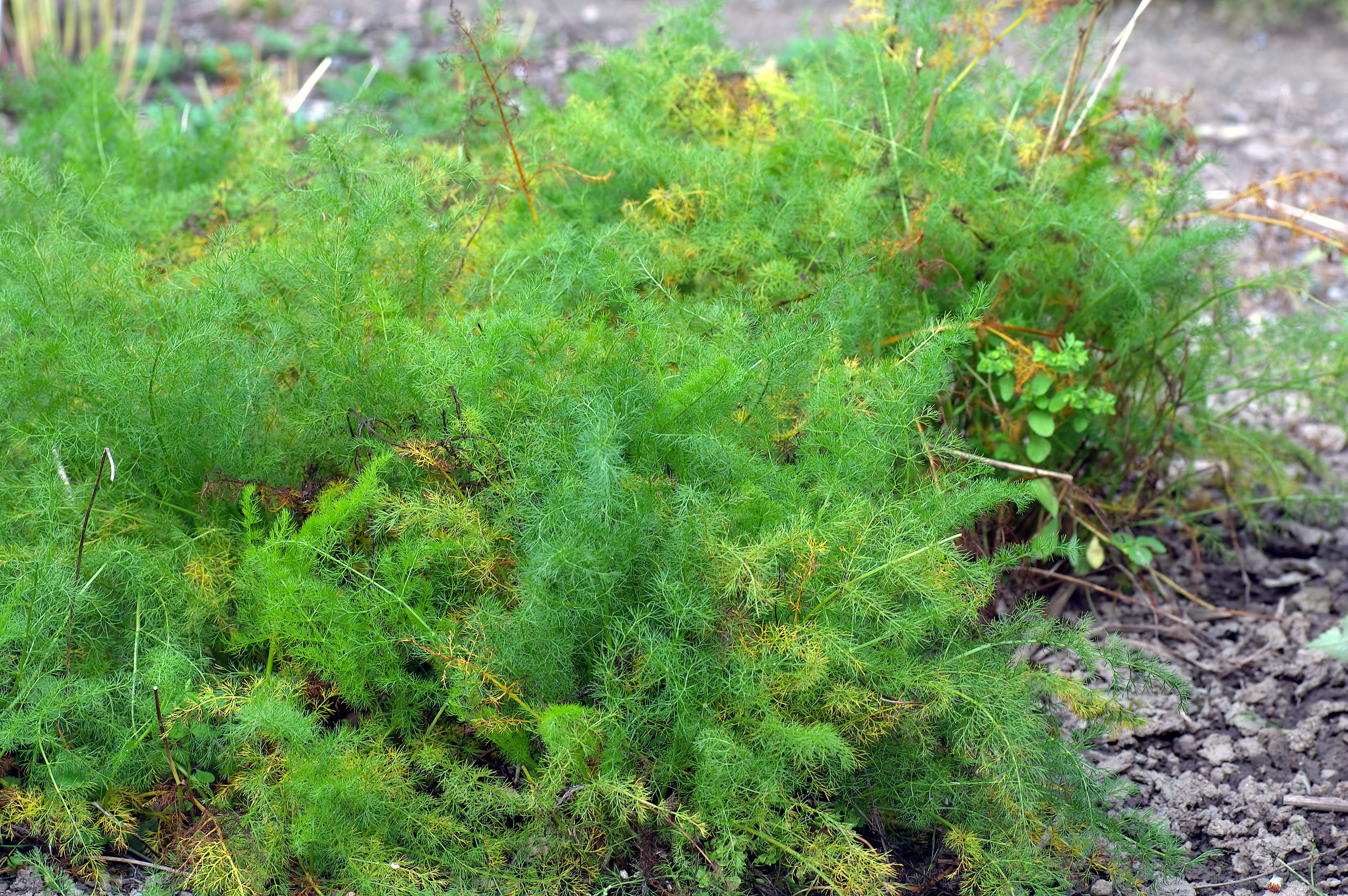
Fenouil des Alpes ou cistre, une des plantes qui rend le foin du Mézenc si caractéristique.

Une longue tradition de fenaison et de séchage du foin sur les prés s'est perpétuée dans le massif du Mézenc, quand les estives se sont installées sur les autres massifs du Massif central. La combinaison entre l'altitude, le sol et le climat rend possible la fauche et le séchage du foin. Au sein des prairies d'altitude fauchées régulièrement s'est développée une flore caractéristique. Ainsi, on recense 68 espèces végétales, dont de nombreuses poacées telles que le vulpin, la trisète, des fétuques, des agrostides et de la flouve, une proportion importante de fabacées comme le trèfle et le lotier et diverses plantes caractéristiques des prairies d'altitude comme le fenouil des Alpes, la violette, la bistorte ou le pâturin des Sudètes. Le foin du Mézenc doit sa qualité à la bonne qualité fourragère des espèces qui entrent dans sa composition, à la présence de plantes particulièrement appétantes comme le fenouil des Alpes ou l'alchemille commune, à la bonne proportion de fabacées et aux nombreuses plantes médicinales (près de 40) qu'il contient et qui facilitent peut-être son assimilation.
Le fenouil des Alpes, connu communément dans ce pays sous le nom de « cistre », a une importance toute particulière. L'« herbe à viande », comme l'appellent certains paysans, n'est pas consommée par les animaux lorsqu'elle est verte au pâturage, mais une fois séchée elle devient très appétante et les bêtes mangent une grande quantité du foin qu'elle parfume. Comme elle est quasi exclusivement fauchée dans le Mézenc, seuls les animaux de cette région en consomment régulièrement. Il a été observé que la composition en terpènes du cistre, qui lui donne ses propriétés odoriférantes, est proche de celle du foin du Mézenc. Par ailleurs, un certain nombre de ces terpènes se retrouvent à leur tour dans les tissus gras des animaux nourris avec ce foin, ce qui permet de faire le lien entre le terroir du Mézenc et la viande qui y est produite,.
Le foin produit dans le Mézenc requiert une attention toute particulière du fait de son importance pour la production d'animaux gras. C'est pourquoi les éleveurs de la région prêtent attention à la qualité de leur pré de fauche et aux bonnes conditions de récolte et de séchage et trient le foin au moment de sa distribution aux animaux. Le foin produit se caractérise par une bonne ingestibilité et une densité énergétique correcte, de 0,7 unité fourragère (UF) par kilogramme de matière sèche. La bonne proportion de fabacées induit une teneur importante en azote, et un fourrage équilibré de ce point de vue pour les animaux avec un peu plus de 100 PDI (protéines digestibles intestinales) par UF. Ces valeurs sont supérieures à celles que l'on obtient avec la plupart des autres foins de montagne.

### Une viande particulièrement persillée

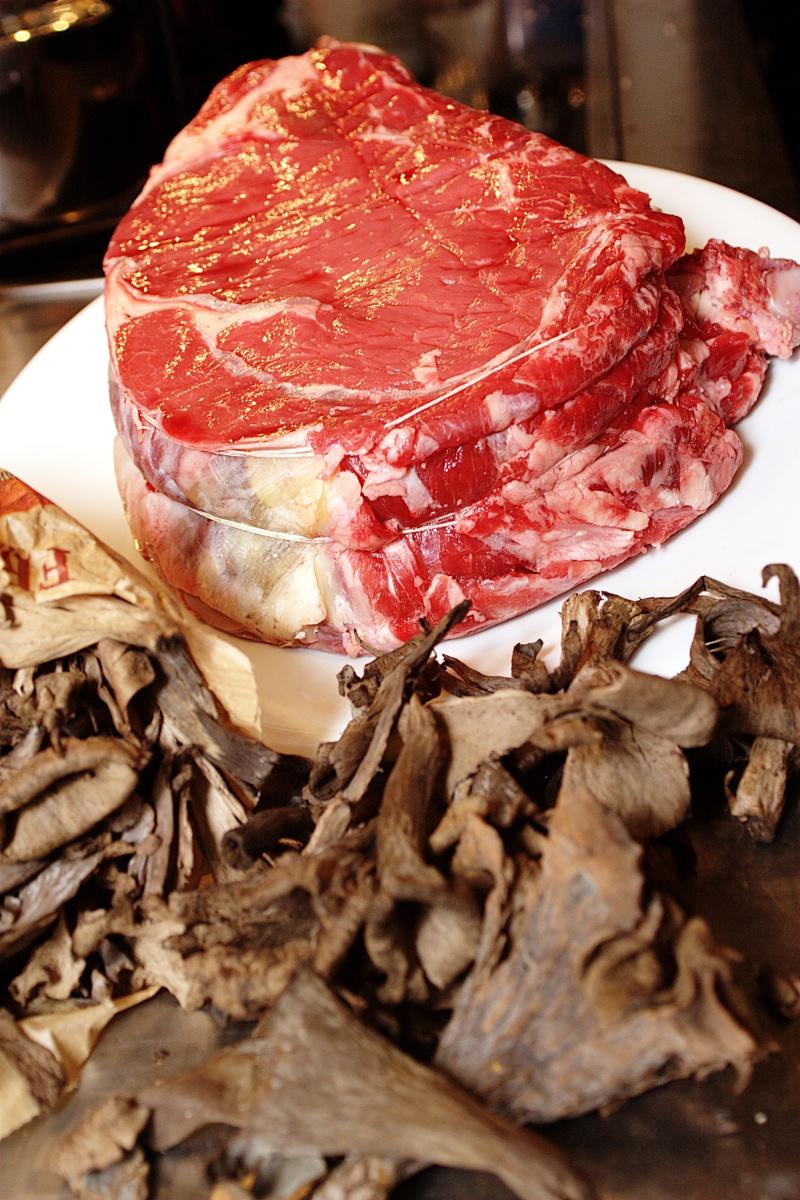
Pièce de fin gras du Mézenc

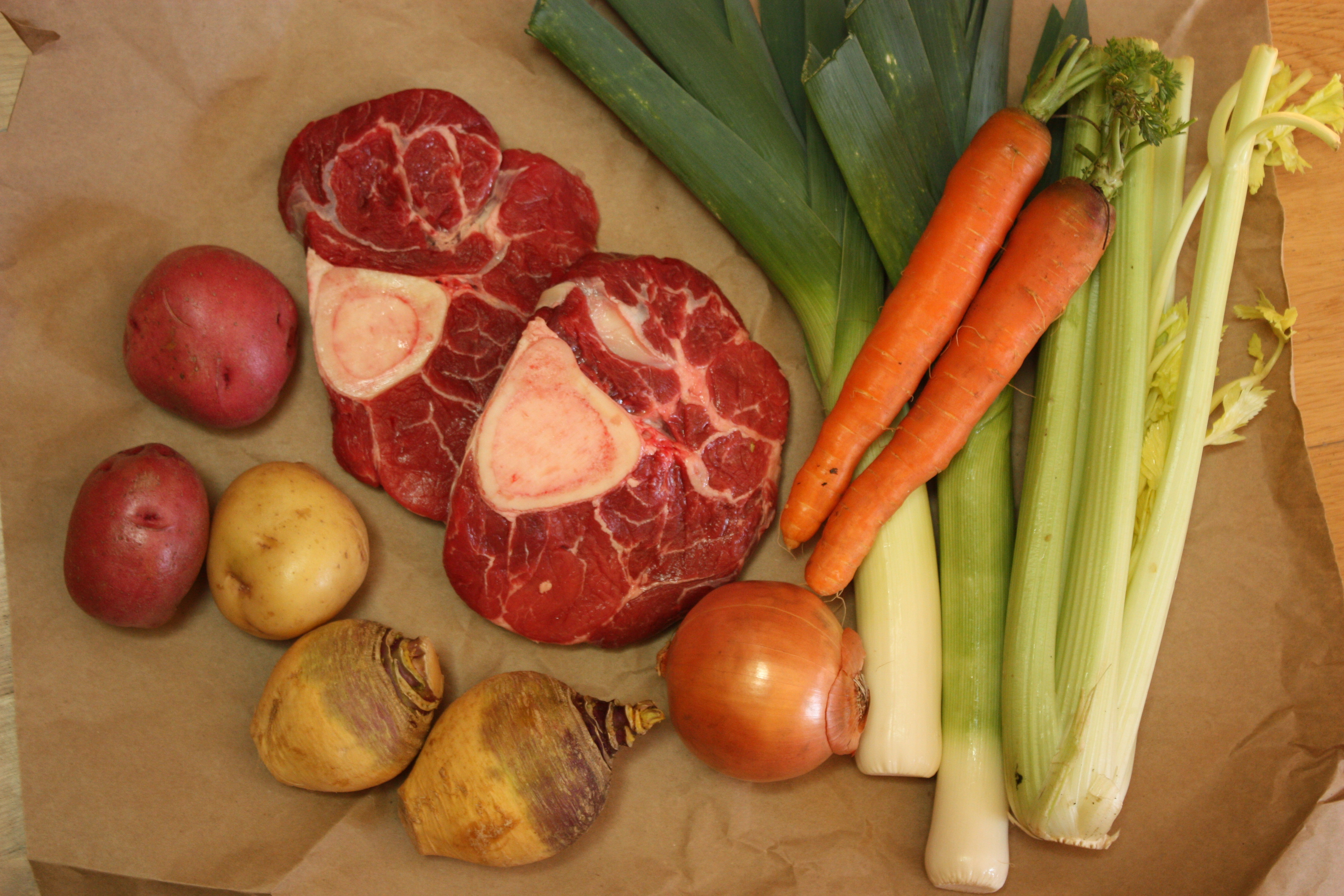
Pot-au-feu de légumes et de fin gras du Mézenc

Les carcasses produites pèsent 280 kg minimum pour les génisses et 320 kg minimum pour les bœufs. Elles doivent être recouvertes d'une mince épaisseur d'un gras blanc à blanc crème. La viande est de couleur rouge à pourpre. Elle est tendre à très tendre et est finement persillée. C'est un produit agricole saisonnier, commercialisé de mars à juin.
Des études ont été menées pour caractériser les propriétés organoleptiques de la viande fin gras du Mézenc. L'association pour le développement de l'Institut des viandes (ADIV) a par exemple déterminé que du point de vue de la tendreté, mais surtout du goût et de la couleur, le fin gras se détache des autres viandes prises comme témoins. D'autres tests gustatifs ont permis de mettre en évidence que c'est le pot au feu qui dégage le mieux les caractéristiques de la viande fin gras, par sa cuisson douce et l'absence d'accompagnement. C'est la note aromatique « animal » (fauve) qui semble le mieux caractériser cette viande. Les viandes grillées et braisées sont, quant à elles, bien moins différentiables des autres viandes.
Ce produit agricole particulier est correctement valorisé pour l'éleveur, qui vend ses animaux en moyenne 4,55 € par kilogramme de carcasse en 2007, soit un prix 30 % supérieur à celui pratiqué hors AOC. Par ailleurs, ce prix augmente, avec une augmentation de 6 % en 2007.

## Élevage et cahier des charges

### Zone de production

Communes retenues pour l'AOC

La zone de production de l'AOC fin gras du Mézenc comprend 28 communes du massif du Mézenc, 14 en totalité (Les Vastres, Saint-Clément, La Rochette, Borée, Lachamp-Raphaël, Sagnes-et-Goudoulet, Sainte-Eulalie, Fay-sur-Lignon, Chaudeyrolles, Freycenet-la-Tour, Freycenet-la-Cuche, Moudeyres, Les Estables et Le Béage) et 14 partiellement (Mazet-Saint-Voy, Araules, Champclause, Montusclat, Saint-Front, Laussonne, Monastier-sur-Gazeille, Présailles, Issarlès, Le Lac-d'Issarlès, Cros-de-Géorand, Usclades-et-Rieutord, Saint-Andéol-de-Fourchades et Saint-Martial).
Ces communes ont été découpées pour diverses raisons. Ont notamment été exclues les plaines de trop faible altitude situées dans des vallées (moins de 1 100 m), les zones situées au-delà des coulées basaltiques du Mézenc, les zones boisées du Meygal et les zones dont la géologie diffère du basalte du Mézenc. Cette zone s'insère entre la zone AOC de la lentille verte du Puy et celle des châtaignes d'Ardèche, sans se recouper avec aucune de ces zones. La zone d'abattage est un peu plus étendue et englobe les abattoirs de Privas, Aubenas, Lamastre, Annonay, Langogne, Romans, Valence, Yssingeaux et Le Puy-en-Velay.

### Animaux
Les animaux « labellisables » sont les génisses âgées de 24 mois au minimum et les mâles castrés âgés de 30 mois minimum, élevés dans les communes précédemment citées. Autrefois, les bœufs gras produits dans le Mézenc appartenaient à la race mézine, une race locale qui a disparu dans les années 1960. Mais la particularité de la production vient plus de la flore du Mézenc et de son foin que des animaux, et aujourd'hui la plupart des animaux de race à viande ou mixte sont acceptés. Ainsi, le cahier des charges prévoit que les animaux gras peuvent appartenir aux races bovines aubrac, charolaise, limousine et salers. Les animaux issus du croisement de ces races et de croisement entre mère abondance ou montbéliarde et père limousin ou charolais sont également autorisés. Les animaux de type culard ne sont pas acceptés par l'AOC.
En 2007, les animaux, âgés en moyenne de 33 mois, pesaient en moyenne 379 kg de carcasse et deux tiers ont été classés R sur la grille EUROP.

### Conduite

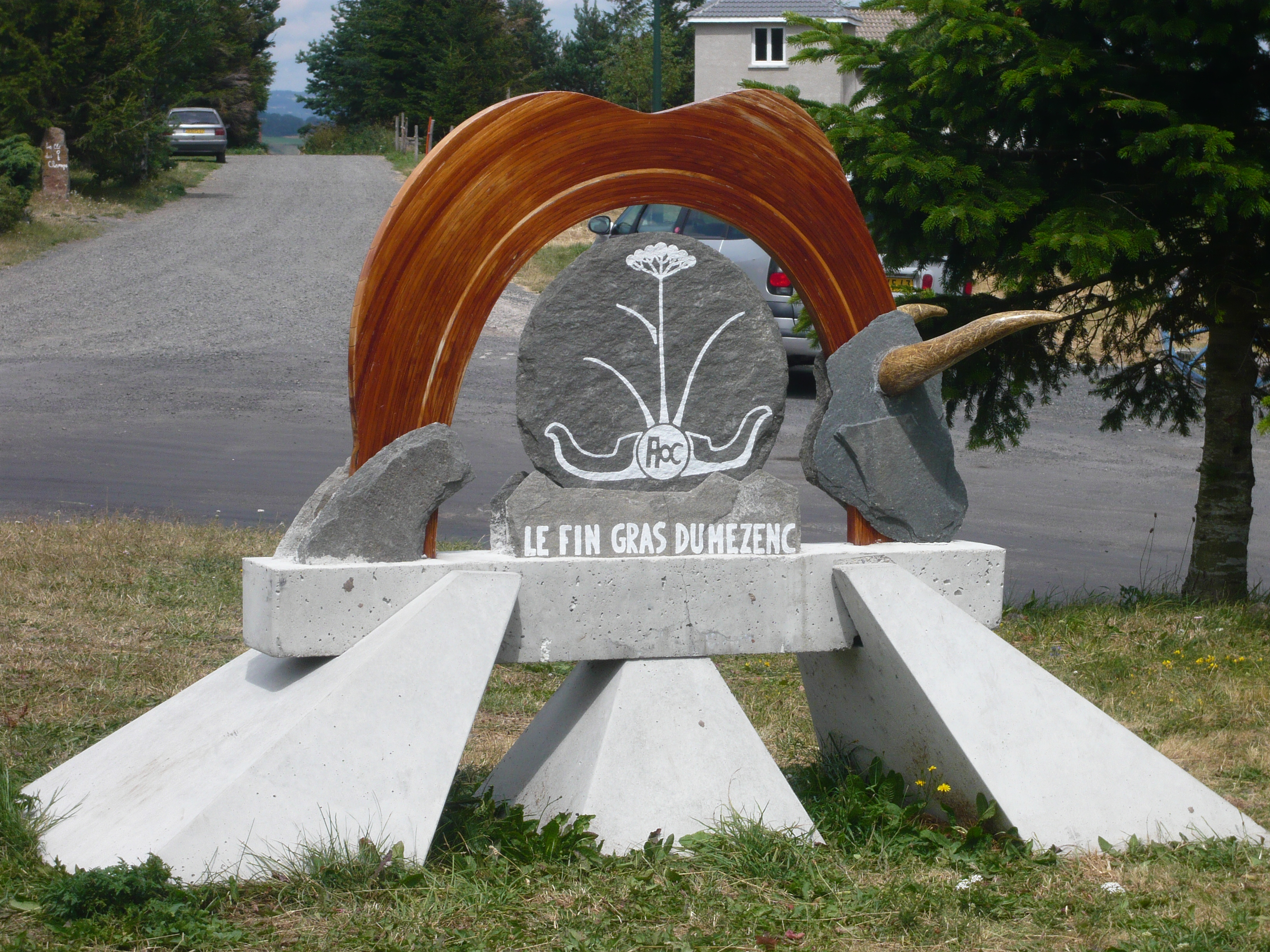
Support publicitaire pour l'appellation à Saint-Clément (Ardèche)

Les animaux engraissés pour produire le fin gras sont issus à la fois d'élevages allaitants et d'élevages laitiers, dans des proportions similaires. La production de viande au sein des exploitations laitières est permise par la pratique de croisements bien ancrée dans le territoire. Ainsi, il n'est pas rare que quelques très bons animaux croisés soient engraissés pour le fin gras.
Une des premières étapes dans la production du fin gras après la naissance des animaux est leur tri. Celui-ci se fonde sur des critères différents suivant que l'élevage est tourné vers la production de viande ou la production de lait. Dans les élevages allaitants, les mâles sont choisis en fonction de leur conformation assez tôt, car ils sont d'habitude vendus jeunes comme broutards et des mâles qui ne seront pas conservés ne doivent pas rester trop longtemps au sein des fermes au risque de perdre de la valeur. Par ailleurs, la castration des mâles doit avoir lieu au plus tard à l'âge de 15 mois. Les génisses peuvent être choisies plus tardivement. En général, le tri a lieu après le second hivernage, avant la mise à la reproduction. Là encore, c'est la conformation des animaux qui est recherchée. Dans les élevages laitiers, les vêlages sont souvent répartis tout au long de l'année quand ils sont groupés sur l'hiver dans les élevages allaitants. Le premier critère de tri est alors l'âge que les animaux auront à la sortie de l'étable, qui doit correspondre aux critères fixés pour la commercialisation (un peu plus de 24 mois pour les femelles et un peu plus de 30 mois pour les mâles). Le choix de l'éleveur est entériné par la commission de l'association qui effectue un contrôle sur les animaux choisis, afin de garantir la qualité de la production.
Les animaux sont élevés successivement au pré l'été, au minimum du 21 juin au 21 septembre, et à l'étable l'hiver, au minimum du 30 novembre au 30 mars. Les animaux rentrent pour être engraissés avant le 1er novembre. L'engraissement dure au minimum 110 jours, après quoi l'animal peut être finalement abattu. Durant l'hiver, les animaux sont à l'étable soit à l'attache, soit dans des cases de stabulation libre. Ils sont alors gardés au cornadis un certain temps du fait des pratiques d'alimentation particulière dont ils font l'objet.
Certaines conditions de chargement doivent également être respectées. Ainsi, le chargement ne doit pas excéder 1,4 UGB (Unité de Gros Bétail) par hectare de surface fourragère, et chaque animal concerné par le label doit disposer d'au moins 0,7 ha de surface fauchée ou à pâturer.

### Alimentation
Durant leur période d'élevage, les animaux sont nourris l'été au pâturage sur les prairies naturelles et le regain des prés de fauche, et l'hiver, au foin qui leur est distribué à volonté. Les pâtures comme les prés d'où provient le foin doivent être situés dans la zone de production concernée par l'AOC. Des compléments protéiques et énergétiques peuvent éventuellement être apportés. L'ensilage est interdit par le cahier des charges tout au long de la production, et il en est de même des végétaux transgéniques et des activateurs de croissance.
Les prairies utilisées doivent être semées depuis au moins dix ans, et fertilisées au moins une fois tous les trois ans avec des fertilisants organiques (fumier, lisier ou purin), la fertilisation minérale ne devant pas dépasser 30 unités par hectare et par an. Seul le foin issu de la première fauche peut être utilisé. Il doit être séché au pré.

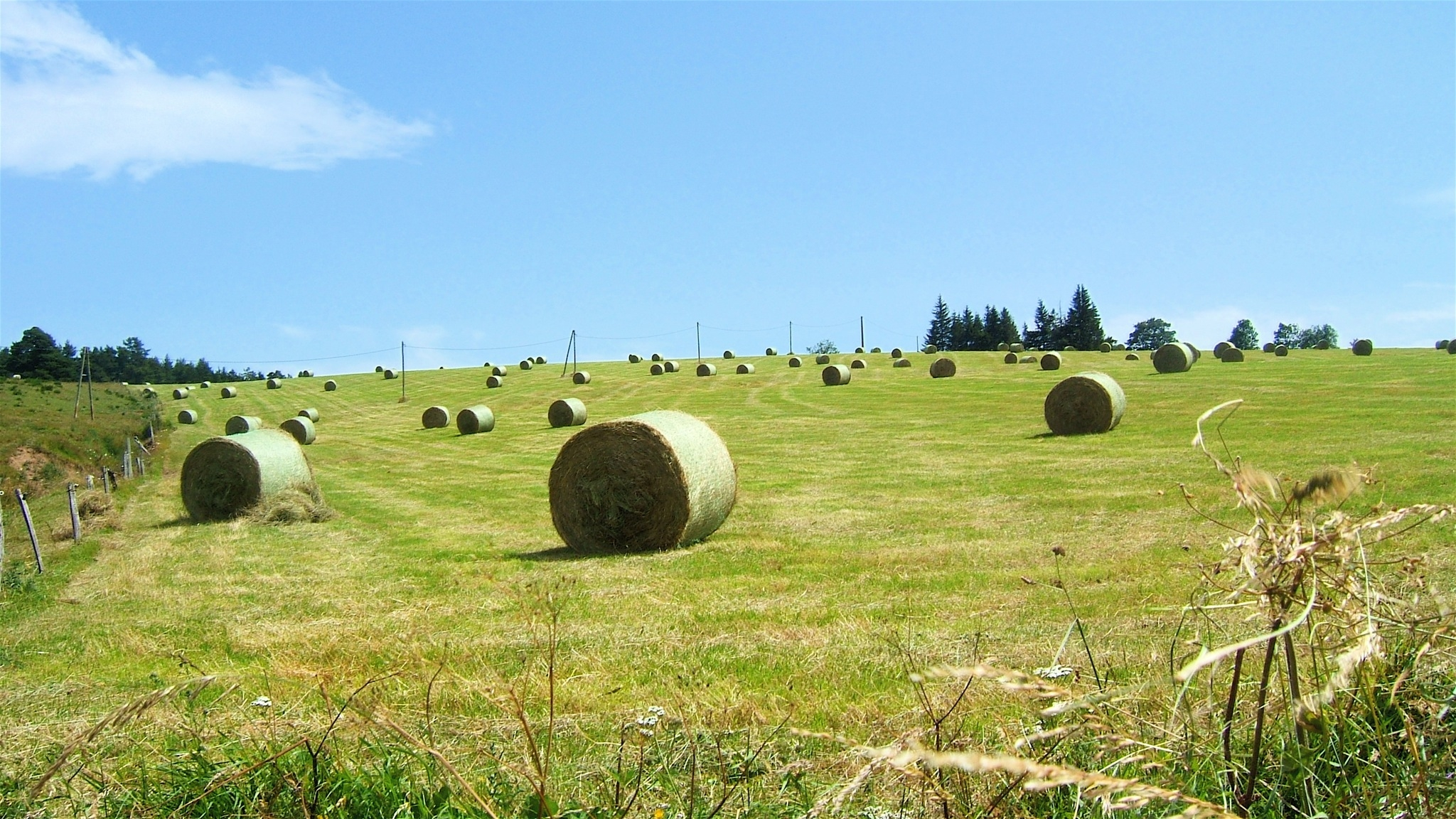
Bottes de foin dans le massif du Mézenc. Le foin est la base de l'engraissement des animaux destinés à la production du fin gras.

L'engraissement se fait en 110 jours minimum, à l'étable. Les animaux sont alors essentiellement alimentés avec du foin à volonté qui leur est distribué au moins quatre fois par jour (deux fois le matin et deux fois le soir), l'éleveur devant entre chaque distribution retirer le refus. De cette façon, les bovins ingèrent une grande quantité de ce foin, et un mâle peut en consommer 15 kg par jour. La plupart des éleveurs déclarent réserver le meilleur foin aux animaux en engraissement, leur donnant les bottes situées au centre de la grange, et uniquement le cœur de ces bottes. Un complément peut éventuellement être apporté aux animaux, en veillant à ce qu'il ne les engraisse pas trop rapidement. Il ne doit pas dépasser 700 g pour 100 kg de poids vif et par jour, le maximum étant de 4 kg pour les femelles et 5 kg pour les bœufs. Au minimum quatre matières premières doivent entrer dans sa composition, dont deux céréales. Les céréales, le tourteau ou les graines de soja, de colza, de tournesol ou de lin, le pois, la féverole, le lupin et la mélasse sont les seules matières premières acceptées, avec un complément minéral et vitaminique en appui. Le concentré doit contenir finalement 19 % de matière azotée, 1 UFV (unité fourragère viande) et avoir un rapport PDI/UF de 130.

### Traçabilité
Initiée au moment de la crise de la vache folle, l'AOC fin gras du Mézenc s'est dotée d'une traçabilité très poussée. Ainsi, une boucle qui prélève un fragment de cartilage de l'oreille est apposée aux animaux destinés à être engraissés. L'ADN du prélèvement peut être comparé à celui d'un morceau de viande à n'importe quel moment de la commercialisation, et ainsi garantir une traçabilité parfaite des animaux de la ferme à l'étal du boucher.

### Abattage
Dans l'abattoir, les carcasses ne sont pas sciées mais coupées en deux à l'aide d'un couperet qui ne provoque pas d'échauffement et ne disperse pas de sciure d'os sur la carcasse. Les carcasses doivent avoir une bonne conservation pour que la maturation dure plus longtemps. L'interdiction de l'émoussage participe à cet objectif en laissant une bonne couche de gras de couverture. La maturation dure au minimum dix jours pour les quartiers et demi-carcasses et trois jours pour les morceaux de viande à braiser ou à bouillir.
Après abattage, les carcasses agréées sont tamponnées de la mention « FGM » (pour Fin gras du Mézenc). La découpe ne se fait qu'au moment de la consommation finale.

### Commercialisation
Aujourd'hui, ce sont près d’une centaine d’éleveurs de l'Ardèche et de Haute-Loire qui produisent le fin gras du Mézenc. Ils distribuent leur production auprès de plus de 40 bouchers et près de 30 restaurants du massif, mais aussi de la Loire, de la Drôme ou du Rhône. On retrouve notamment parmi eux Régis Marcon, restaurateur à Saint-Bonnet-le-Froid qui affiche trois étoiles au guide Michelin. Ainsi, le fin gras du Mézenc n'est pas vendu en grande surface, où on trouve par contre de la viande sous dénomination « bœuf de Pâques » qui ne respecte pas les conditions du cahier des charges de l'AOC.

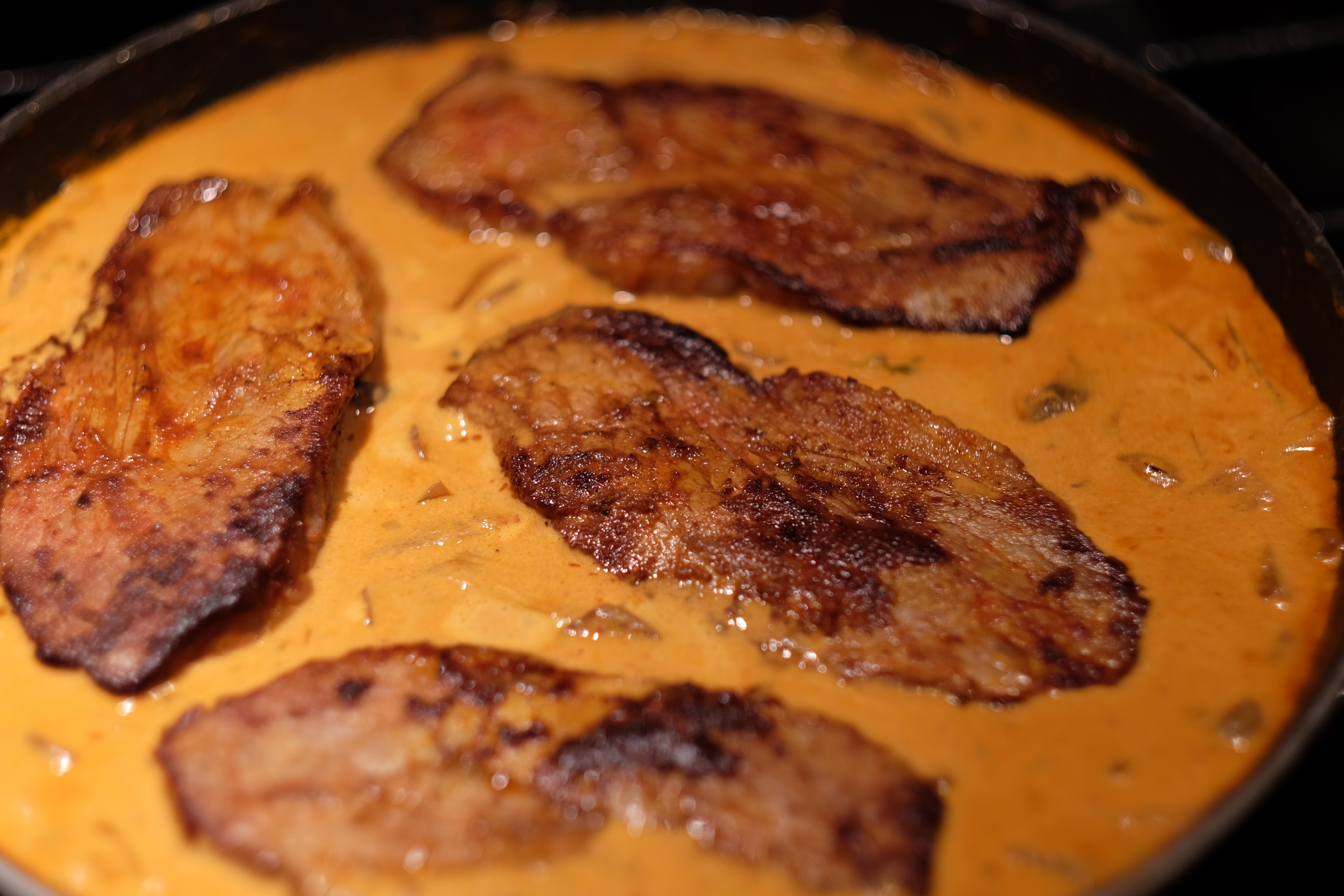
Bœuf Stroganoff
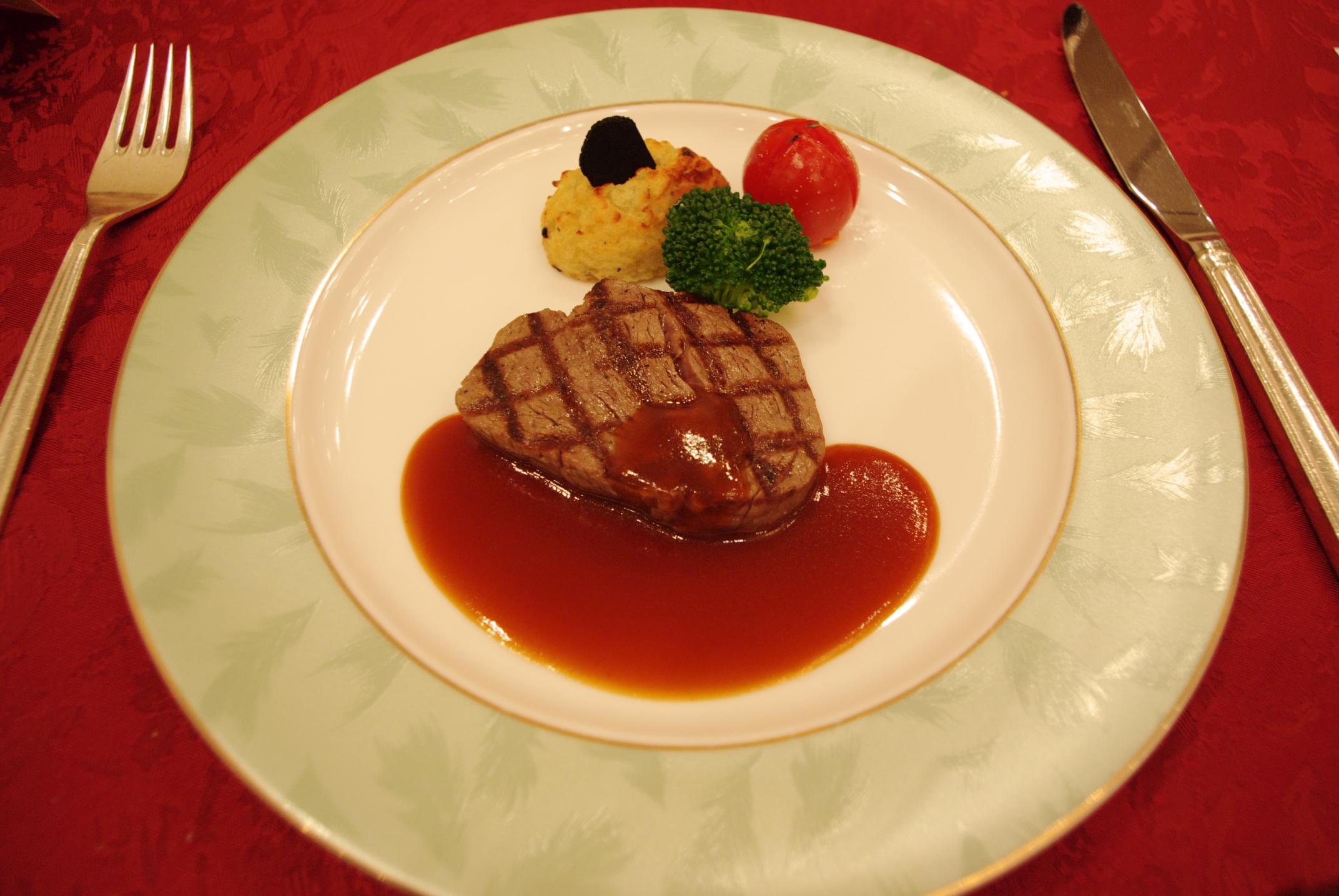
Filet de bœuf grillé, sauce madère

## Suivi et gestion de l'AOC: l'association Fin Gras du Mézenc
L'AOC fin gras du Mézenc est gérée par une association chargée de suivre et contrôler la production, et des démarches de communication autour de ce produit agricole. Un technicien est employé à temps plein par l'association pour aider les éleveurs dans leurs pratiques. Il suit les animaux à la ferme, qu'il voit au moins quatre fois avant qu'ils ne soient abattus : pendant les deux premiers hivernages et deux fois au cours de l'engraissement. À chacune de ses visites, le technicien note les animaux suivant une grille interne qui s'intéresse à leur développement musculaire, leur état d'engraissement et leur allure générale. Cette note permet d'agréer les animaux à la production de fin gras. L'association est agréée « organisme de défense et de gestion » et peut donc réaliser tous ces contrôles elle-même, et est parfois inspectée par un organisme certificateur chargé de valider ces démarches. Le temps passé aux visites est financé par les agriculteurs-producteurs au travers de leur cotisation s'élevant à 0,43 € par kilogramme en 2007.

## Le fin gras du Mézenc dans la culture

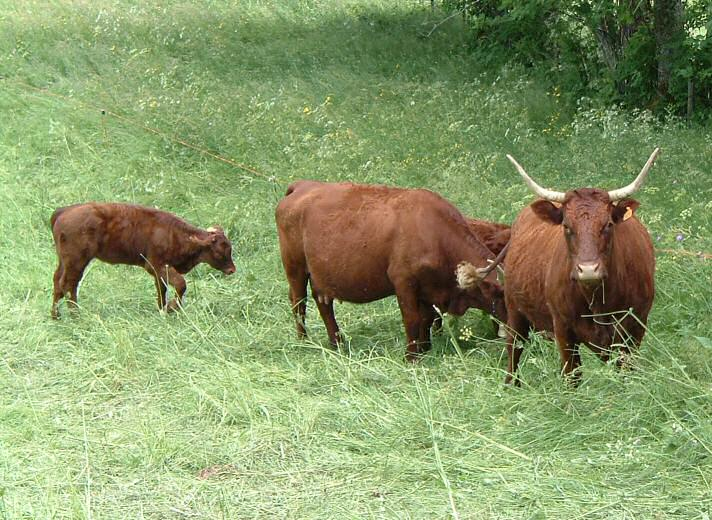
Vaches salers et veau

La production du fin gras est associée à de nombreux évènements traditionnels dans sa région d'origine. Les éleveurs ont par exemple l'habitude de venir présenter l'animal vivant devant la boucherie avant qu'il soit abattu. La saison de production est également jalonnée par les foires, qui ont lieu depuis plus d'un siècle à des dates précises. La première est celle du Béage, le troisième samedi avant le dimanche de Pâques, puis vient la foire des Estables le second jeudi avant le dimanche de Pâques. Au cours de ces foires, les éleveurs revêtent l'habit noir et le foulard rouge traditionnels, auquel ils ajoutent parfois le logo de l'AOC. Ces foires, dont certaines existaient déjà au XVIIIe siècle comme celle de Saint-Agrève, sont l'occasion pour les éleveurs de présenter leurs produits, et pour les bouchers et les restaurateurs de faire des dégustations et de la promotion auprès des consommateurs. Enfin, la saison du fin gras se termine le premier dimanche de juin par la fête du Fin Gras, quand les animaux s'apprêtent à sortir de l'étable. C'est l'occasion de voir défiler éleveurs et animaux, mais aussi d'apprécier des spectacles de rue, un marché de produits locaux et des randonnées thématiques. Cette fête est également l'occasion d'un rassemblement du Cercle International des Sources de grands fleuves, parmi lesquels on retrouve les sources du Rhône en Suisse, du Danube en Allemagne et du Pô en Italie.
En février 2009, a vu le jour, la Maison du Fin Gras, située à Chaudeyrolles dans le département de la Haute-Loire. Ce musée présente au visiteur la tradition de la production de fin gras et son lien avec le terroir local, en lui montrant les diverses étapes du travail de l'éleveur. Par ailleurs, des repères faits principalement de lauzes marquent l'entrée dans la zone de l'appellation au bord des routes principales. Chacun des villages de la zone s'est également vu offrir un de ces repères par l'association du Fin gras du Mézenc qui compte ainsi marquer encore un peu plus le lien entre le terroir et son produit fétiche.
Le fin gras est un des emblèmes du Mézenc, et il lui a permis de rassembler ce territoire partagé entre les régions administratives Auvergne et Rhône-alpes. En effet, il est au centre du pôle d'excellence rural qui a vu le jour en ces lieux en décembre 2005.